# صوفيا الناوي
صوفيا الناوي عداءة بولندية من أصل مغربي والدها مغربي و أمها بولندية. تخصصها هو المسافات المتوسطة.

## الإنجازات الشخصية
في الملاعب الخارجية
- 800 متر – 2:00.57 (سوبوت 2015)
- 1000 متر – 2:41.06 (Pliezhausen 2013)
- 1500 متر – 4:04.26 (موناكو 2015)
- 3000 متر – 8:59.44 (Sotteville-lès-Rouen 2014)

في الصالات المغلقة
- 800 متر – 2:03.48 (تورون 2015)
- 1500 متر – 4:11.95 (موندفيي 2015)
- 3000 متر – 8:53.22 (كارلسروه 2015)

## روابط خارجية
- صوفيا الناوي على موقع الاتحاد الدولي لألعاب القوى (الإنجليزية)
- صوفيا الناوي على موقع الاتحاد الأوروبي لألعاب القوى (الإنجليزية)
- صوفيا الناوي على موقع الرابطة البولندية لألعاب القوى (البولندية)
- صوفيا الناوي على موقع الدوري الماسي (الإنجليزية)
- صوفيا الناوي على موقع اللجنة الأولمبية الدولية (الإنجليزية)
- صوفيا الناوي على موقع أوليمبيديا (الإنجليزية)
- صوفيا الناوي على موقع اللجنة الأولمبية البولندية (مؤرشف) (البولندية)